# Nadrom
Nadrom (nemško Nadram) je naselje v Občini Žihpolje v Okraju Celovec-dežela na Koroškem v Avstriji.